# Tom Kindness
Thomas Norman Kindness (ur. 26 sierpnia 1929 w Knoxville, Tennessee, zm. 8 stycznia 2004 w Exeter w Anglii) – amerykański polityk, członek Partii Republikańskiej. W latach 1975–1987 był przedstawicielem ósmego okręgu wyborczego w stanie Ohio w Izbie Reprezentantów Stanów Zjednoczonych.